# Association sportive du Faso-Yennenga
Actualités
L'Association Sportive du Faso-Yennenga est un club de football burkinabé basé à Ouagadougou. 
Le malien Cheik Oumar Koné est l'entraineur depuis novembre 2017.
Le club a remporté le championnat du Burkina Faso à treize reprises, ce qui constitue un record, à égalité avec l'Étoile Filante de Ouagadougou.

## Historique
- 1947 : fondation du club sous le nom de Jeanne d'Arc. Le club est par la suite renommé ASFA-Yennenga en hommage à la princesse Yennega est une princesse originaire du royaume de Dagomba, fille du naba Nedega et de la reine Napoko. Elle est la fondatrice du royaume Moogo (rassemblant les peuples mossis) dans l'actuel Burkina Faso et la mère de ouedraogo , qui est considéré comme l'ancêtre et le fondateur du peuple des Mossis, qui forment l'ethnie la plus importante du Burkina Faso et le père de Rawa, Diaba Lompo, et Zoungrana.

## Palmarès
- Coupe de l'UFOA (1)
  - Vainqueur : 1999

- Championnat du Burkina Faso (13)
  - Champion : 1973, 1989, 1995, 1999, 2002, 2003, 2004, 2006, 2009, 2010, 2011, 2012, 2013.

- Coupe du Burkina Faso (5)
  - Vainqueur : 1991, 1995, 2009, 2013, 2021
  - Finaliste : 1987, 1990, 2003, 2012.

- Supercoupe du Burkina Faso (3)
  - Vainqueur : 2002, 2009, 2013
  - Finaliste : 1995, 1999, 2003, 2004, 2006, 2010, 2011, 2012, 2021.

## Anciens entraîneurs
- Guglielmo Arena (2003–04)
- Dan Anghelescu (2006–07)